# Nipigon (jezioro)
Nipigon (ang. Lake Nipigon, fr. Lac Nipigon) – jezioro polodowcowe w Kanadzie, w prowincji Ontario. Zajmuje powierzchnię 4841 km².
Jezioro jest odwadniane przez rzekę Nipigon do Jeziora Górnego.